# Stazione di Akishima
La stazione di Akishima (昭島駅?, Akishima-eki) è una stazione ferroviaria all'interno dell'area metropolitana di Tokyo situata nella città di Akishima, lungo la linea Ōme della JR East.

## Linee
JR East
■ Linea Ōme

## Struttura
La stazione è costituita da un marciapiede a isola con due binari passanti in superficie, collegati al fabbricato viaggiatori posto sopra di essi da scale mobili, fisse e ascensori per l'accesso senza barriere architettoniche. Sono presenti tornelli automatici con supporto alla bigliettazione elettronica Suica, distributori automatici di biglietti e una biglietteria presenziata aperta dalle 7:00 alle 20:00.
| 1 | ■ Linea Ōme e Itsukaichi              | per Ōme, Okutama e Musashi-Itsukaichi |
| 2 | ■ Linea principale Chūō (verso Tokyo) | per Tachikawa, Shinjuku e Tokyo       |

## Stazioni adiacenti
| «                     | Servizio      | »         |
| Linea Ōme             | Linea Ōme     | Linea Ōme |
| --------------------- | ------------- | --------- |
| Nakagami              | Tutti i treni | Haijima   |
| L'Ōme Liner non ferma |               |           |